# Euagathis
Euagathis is een geslacht van insecten uit de orde vliesvleugeligen (Hymenoptera) en de familie schildwespen (Braconidae).

## Soorten
- E. abbotti (Ashmead, 1900)
- E. albotarsus Szepligeti, 1905
- E. alluaudi Granger, 1949
- E. annulitarsis Szepligeti, 1914
- E. argentosa van Achterberg & Chen, 2002
- E. atripennis Szepligeti, 1914
- E. aurea Simbolotti & van Achterberg, 1995
- E. bifasciata Szepligeti, 1900
- E. bifoveolata Simbolotti & van Achterberg, 1995
- E. bipartita Enderlein, 1920
- E. borneoensis Szepligeti, 1902
- E. brevitibialis van Achterberg, 2004
- E. clathrata (Brulle, 1846)
- E. crenata Bhat & Gupta, 1977
- E. chinensis (Holmgren, 1868)
- E. decorsei Granger, 1949
- E. dejongi van Achterberg, 2004
- E. dravida Bhat & Gupta, 1977
- E. eburnea Simbolotti & van Achterberg, 1995
- E. ecostata Szepligeti, 1914
- E. elevata Bhat & Gupta, 1977
- E. ephippium Bhat & Gupta, 1977
- E. flava Szepligeti, 1902
- E. flavicornis Simbolotti & van Achterberg, 1990
- E. flavida Bhat & Gupta, 1977
- E. flavominuta Simbolotti & van Achterberg, 1995
- E. flavosoma van Achterberg & Long, 2010
- E. forticarinata (Cameron, 1899)
- E. fortipes Granger, 1949
- E. fulvipennis Szepligeti, 1900
- E. fuscinervis Simbolotti & van Achterberg, 1990
- E. fuscinotum Enderlein, 1920
- E. fuscipennis (Brulle, 1846)
- E. fuscistigma van Achterberg, 2004
- E. gracilitarsis van Achterberg & Chen, 2002
- E. hemixanthoptera Szepligeti, 1914
- E. henseni Simbolotti & van Achterberg, 1995
- E. indica Enderlein, 1920
- E. interdicta (Smith, 1865)
- E. intermedia Roman, 1913
- E. javana Szepligeti, 1902
- E. jinshanensis Chen & Yang, 2006
- E. kapili Bhat & Gupta, 1977
- E. kendariensis van Achterberg, 2004
- E. khasiana (Cameron, 1899)
- E. leptoptera Cameron, 1907
- E. levis Szepligeti, 1914
- E. longicollis (Cameron, 1903)
- E. lorensis Simbolotti & van Achterberg, 1990
- E. maculata van Achterberg, 2004
- E. maculipennis (Brulle, 1846)
- E. maculipennoides van Achterberg, 2004
- E. magnifica Simbolotti & van Achterberg, 1990
- E. malayensis (Bhat & Gupta, 1977)
- E. maxichora van Achterberg & Chen, 2002
- E. mayunae van Achterberg & Chen, 2002
- E. mellifacies van Achterberg, 2004
- E. mellisoma van Achterberg, 2004
- E. minuta Simbolotti & van Achterberg, 1990
- E. minutoides van Achterberg, 2004
- E. nigriceps Enderlein, 1920
- E. nigris Bhat & Gupta, 1977
- E. nigrisoma Simbolotti & van Achterberg, 1995
- E. novabritanica van Achterberg, 2004
- E. novaguineensis Szepligeti, 1900
- E. ophippium (Cameron, 1900)
- E. pallidipes (Cameron, 1908)
- E. parallela van Achterberg, 2002
- E. paraminuta Simbolotti & van Achterberg, 1990
- E. philippinensis Bhat & Gupta, 1977
- E. polita Szepligeti, 1914
- E. pubescens Enderlein, 1920
- E. pulcha Szepligeti, 1902
- E. punctata Szepligeti, 1902
- E. raymondi van Achterberg, 2004
- E. robusta van Achterberg & Chen, 2002
- E. rotunda Bhat & Gupta, 1977
- E. ruficollis (Cameron, 1899)
- E. rufithorax Szepligeti, 1914
- E. rufonigra Enderlein, 1920
- E. rufoscapa Simbolotti & van Achterberg, 1990
- E. scutellata Granger, 1949
- E. semifusca (Brulle, 1846)
- E. semperi Roman, 1913
- E. sentosa Chen & Yang, 1995
- E. serena Simbolotti & van Achterberg, 1995
- E. sharkeyi Chen & Yang, 2006
- E. similis Bhat & Gupta, 1977
- E. subpilosa Simbolotti & van Achterberg, 1990
- E. suturalis Szepligeti, 1914
- E. tambora Simbolotti & van Achterberg, 1995
- E. tobiasi van Achterberg, 2004
- E. toxopeusi van Achterberg, 2004
- E. transitor Szepligeti, 1914
- E. vechti Simbolotti & van Achterberg, 1995
- E. vermiculata Simbolotti & van Achterberg, 1990